# Heilige Schar (Karthago)

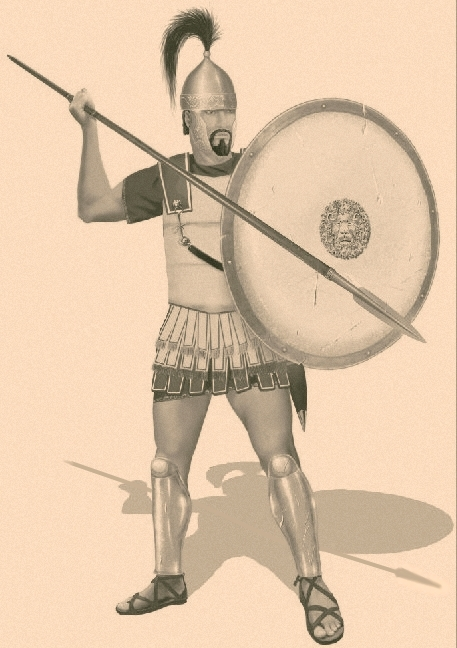
Moderne Illustration eines karthagischen Hopliten (Heilige Schar, Ende des 4. Jhdt. v. Chr.)

Die Heilige Schar (altgriechisch ἱερὸς λόχος hieros lochos) war die griechische Bezeichnung für eine Kerntruppe der karthagischen Armee.
Die heilige Schar wird von verschiedenen Geschichtsschreibern der Antike erwähnt, unteren anderem bei Polybios, Plutarch und Diodor; doch die überlieferten Informationen über sie sind sehr spärlich und teilweise auch widersprüchlich. Wirklich gesichert ist nur, dass sie aus etwa 2500–3000 karthagischen Bürgern bestand und in der zweiten Hälfte des 4. Jahrhunderts v. Chr. in den Kriegen um Sizilien zum Einsatz kam.
Dadurch, dass sie sich aus karthagischen Bürgern zusammensetzte, nahm sie einen Sonderstatus innerhalb der Armee ein, da die übrigen Truppen lediglich karthagische Offiziere besaßen und ansonsten entweder aus Söldnern oder aus zum Militärdienst verpflichteten Einwohnern der von Karthago beherrschten Gebiete sowie Verbündeten bestanden.

### Sekundärliteratur
- Walter Ameling: Karthago. Studien zu Militär, Staat und Gesellschaft. Beck, München 1993, ISBN 3-406-37490-5, S. 155 (Auszug (Google)).
- Werner Huß: Karthago. C.H.Beck, 1995, ISBN 3-406-39825-1, S. 84 (Auszug (Google)).
- The Cambridge Ancient History. VII Part 2. The Rise of Rome to 220 B.C. Cambridge University Press, 1989, ISBN 0-521-23446-8, S. 494 (Auszug (Google)).
- Richard A. Gabriel: The Great Armies of Antiquity. Greenwood Publishing Group, 2002, ISBN 0-275-97809-5, S. 196 (Auszug (Google)).